# Cobán Imperial
Cobán Imperial, genannt „Los Príncipes Azules“ („Die blauen Prinzen“) ist ein guatemaltekischer Fußballverein aus Cobán, Alta Verapaz. Der Klub ist einer der traditionsreichsten guatemaltekischen Vereine; trotzdem wurde die erste Meisterschaft erst 2004 gesichert, als der CSD Municipal im entscheidenden Spiel der Clausura geschlagen wurde.
Nachdem Imperial 2006 ein Play-off gegen Zacapa verloren hatte, musste man in die zweite Liga absteigen, jedoch wurde 2006/07 der direkte Wiederaufstieg erreicht.